# Gan Ying
Gan Ying (kinesisk:甘英; Wade-Giles:Kan Ying) var en kinesisk, militær ambassadør, som blev udsendt af den kinesiske general, Ban Chao med et budskab til Rom i 97 e.Kr. Han var deltager i Ban Chaos ekspeditionsstyrke på 70.000 mand, der nåede så langt mod vest som til Partherrigets vestlige grænse.
Selv om Gan Ying sandsynligvis aldrig nåede Rom, er han ifølge de historiske beretninger den kineser, der nåede længst mod vest i antikken.
Ifølge Hou Hanshu (kinesisk: 後漢書), den kinesiske historie om det sene Han-dynasti (25-220):
"I det niende år (97 e.Kr.) sendte Ban Chao sin adjudant, Gan Ying, hele vejen til kysten af det vestlige hav og tilbage igen. Tidligere generationer havde aldrig nået noget af disse steder, ligesom ”Shan Hai Jing” ikke oplyser detaljer om dem. Han afgav en rapport over skikke og topografi i alle disse stater." (Hou Hanshu, citeret efter Leslie og Gardiner). 
En anden del af Hou Hanshu fastslår ligeledes:
"I Yongyuans niende år (97) sendte Ban Chao sin adjudant, Gan Ying, til Daqin, og på rejsen passerede han gennem Tiaozhi og nåede til bredderne af det store hav (den Persiske Golf) ved Anxis (Partherrigets) vestlige grænse. (Hou Hanshu, 88) 
Gan Ying efterlod en beretning om Rom (Daqin på kinesisk), som dog kan have bygget på andenhåndskilder. Han placerer byen vest for havet:
"Dets område dækker adskillige tusinde li (en li er ca. en halv km), den har mere end 400 muromkransede byer. Snesevis af småstater er underlagt den. Byernes ydermure er lavet af sten. De har etableret poststationer… Der er Pinjer og Cypresser." (Hou Hanshu, citeret efter Leslie og Gardiner). 
Han beskriver også Nervas adoptivkejserdømme og romernes udseende og produkter:
"Hvad angår kongen, så er han ikke en vedvarende skikkelse, men bliver valgt som den, der er mest værdig til det…Folket i dette land er høje med regelmæssige træk. De ligner kineserne, og det er grunden til, at landet hedder Da Qin ("Store" Qin)... Jorden producerede mængder af guld, sølv og sjældne juveler, bl.a. den juvel der skinner om natten…De syer broderede stoffer med guldtråde, som bruges til tapeter og damask i mange farver, og de fremstiller et klæde, bemalet med guld, og et klæde "som er vasket i ild" (asbest)." (Hou Hanshu, citeret efter Leslie og Gardiner). 
Gan Ying fastslår til slut korrekt, at Rom er den vigtigste modpol ved den vestlige ende af silkevejen:
"Det er fra dette land, at alle de forskellige, mærkværdige og sjældne genstande kommer fra." (Hou Hanshu, citeret efter Leslie og Gardiner). 